# Francisco del Castillo y Vintimilla
Francisco del Castillo y Vintimilla (Brussel·les, 18 de febrer de 1692 - Jaén, Espanya, 15 de desembre de 1749) fou un eclesiàstic belga descendent d'espanyols.
Era natural de Brussel·les i fill dels marquesos de Villadarias i prínceps de Vintimilla. Abandonà el servei de les armes per abraçar l'estat sacerdotal, reservant-se tan sols les insígnies de l'orde de Santiago, en la que havia professat el 1730.
Primer fou canonge de Màlaga, i el rei Felip V el promogué a la seu episcopal barcelonina. Entre els seus actes i iniciatives més notables s'ha d'assenyalar el trasllat de Sant Pau de la Guàrdia, de Montserrat, i la presa de posició de la jurisdicció del convent de Carmelites de Vilafranca del Penedès.
Feu una nova edició del Ritual Litúrgic i promulgà importants decrets sobre la reverència en els temples. També legislà vers la santificació de les festes, clausura de les religioses, publicació de llibres, conservació dels béns eclesiàstics, explicació de la "Doctrina Cristiana" i celebració de la Santa Missa.
Condemnà explícitament la secta dels francmaçons, prohibint als seus diocesans figurar en ella.
El 1740, Felip V, l'anomenà vicari general castrense de l'exèrcit espanyol i el 1748 el traslladà al bisbat de Jaén.